# Quatuor Glinka
Le Quatuor Glinka est un quatuor à cordes fondé en 1980.

## Historique
Fondé en 1980 par Zino Vinnikov et Dimitri Ferschtman aux Pays-Bas après avoir quitté l'URSS alors qu'ils faisaient partie d'un premier Quatuor Glinka fondé en 1966 à Leningrad sous le nom de Quatuor de l'union des compositeurs de l'URSS.

## Membres
- Zino Vinnikov (en) premier violon
- Kees Hülsmann (1980-1897), Ilja Warenberg (1987-) deuxième violon
- Misha Geller (en) (1980-1984), Rainer Moog (1984-) alto
- Dimitri Ferschtman violoncelle

## Création
- Quatuor de Herbert Willy (1988)

## Source
- Alain Pâris, Dictionnaire des interprètes, Bouquins/Laffont 1989, p.1059